# Mani Curi (cavaller)
Mani Curi (en llatí Manius Curius) va ser un cavaller romà. Formava part de la gens Cúria, una família romana d'origen plebeu.
És conegut per un plet que va tenir amb Marc Coponi, que tractava sobre una herència, l'any 91 aC o poc abans. La seva causa la va defensar Luci Licini Cras, i a Marc Coponi Quint Escevola davant de la cort dels centumvirs. Aquest judici, que va ser conegut com a Curiana causa i va establir jurisprudència, va atreure una gran atenció del poble, a causa dels dos juristes eminents que el van dur a terme. Ciceró la menciona sovint.